# آنتونی گاری
آنتونی گاری (انگلیسی: Anthony Geary؛ زادهٔ ۲۹ مهٔ ۱۹۴۷) یک هنرپیشه اهل ایالات متحده آمریکا است. وی از سال ۱۹۷۰ میلادی تاکنون مشغول فعالیت بوده‌است.
از فیلم‌ها یا برنامه‌های تلویزیونی که وی در آن نقش داشته‌است می‌توان به تو نمی‌تونی در عشق عجله کنی و سوزاننده‌ها اشاره کرد.